# Surinaamse Zaalvoetbal Bond
De Surinaamse Zaalvoetbal Bond (SZVB) is een Surinaamse sportbond voor zaalvoetbal, ook wel futsal genoemd. 
De bond werd op 2 februari 1981 opgericht door Maurits de Miranda. Hij nam ook zelf als eerste de voorzittershamer op. Het was aanvankelijk de bedoeling geweest dat zaalvoetbal zou worden opgenomen bij de Surinaamse Voetbal Bond (SVB), maar dit is om verschillende redenen niet gebeurd.
De SZVB was uiteindelijk wel lid van de Surinaamse Voetbal Bond (SVB) en scheidde zich toen af vanwege meningsverschil om het veld- en zaalvoetbal samen te voegen en vanwege een verbod dat voetballers opgelegd gekregen had. In 2015 werd het contact hersteld en brachten beide bonden in een gezamenlijke verklaring naar buiten dat de SZVB weer toetrad tot de SVB. Dit biedt ook de mogelijkheid om internationale wedstrijden te spelen van de FIFA. Er werd een commissie opgericht die de kwesties uit de weg moesten ruimen om de relatie gestalte te geven.
In 2012 trad de SZVB toe tot de Concac-futsal. Hierin zijn bonden aangesloten uit Bonaire, Sint Maarten, Curaçao, Costa Rica, Canada, Colombia, Mexico, Venezuela en Verenigde Staten.